# Breckon

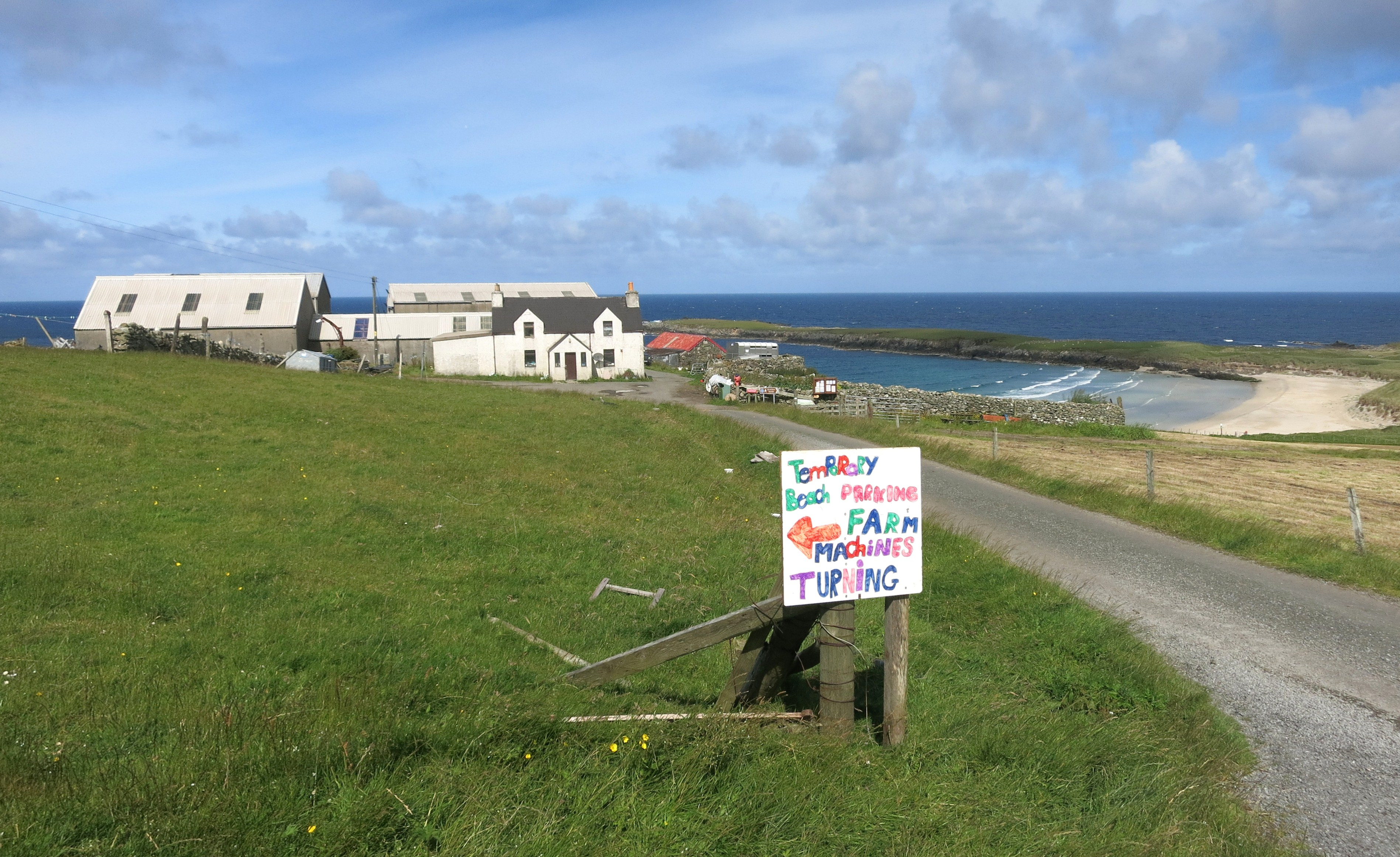
Blick auf den Ort

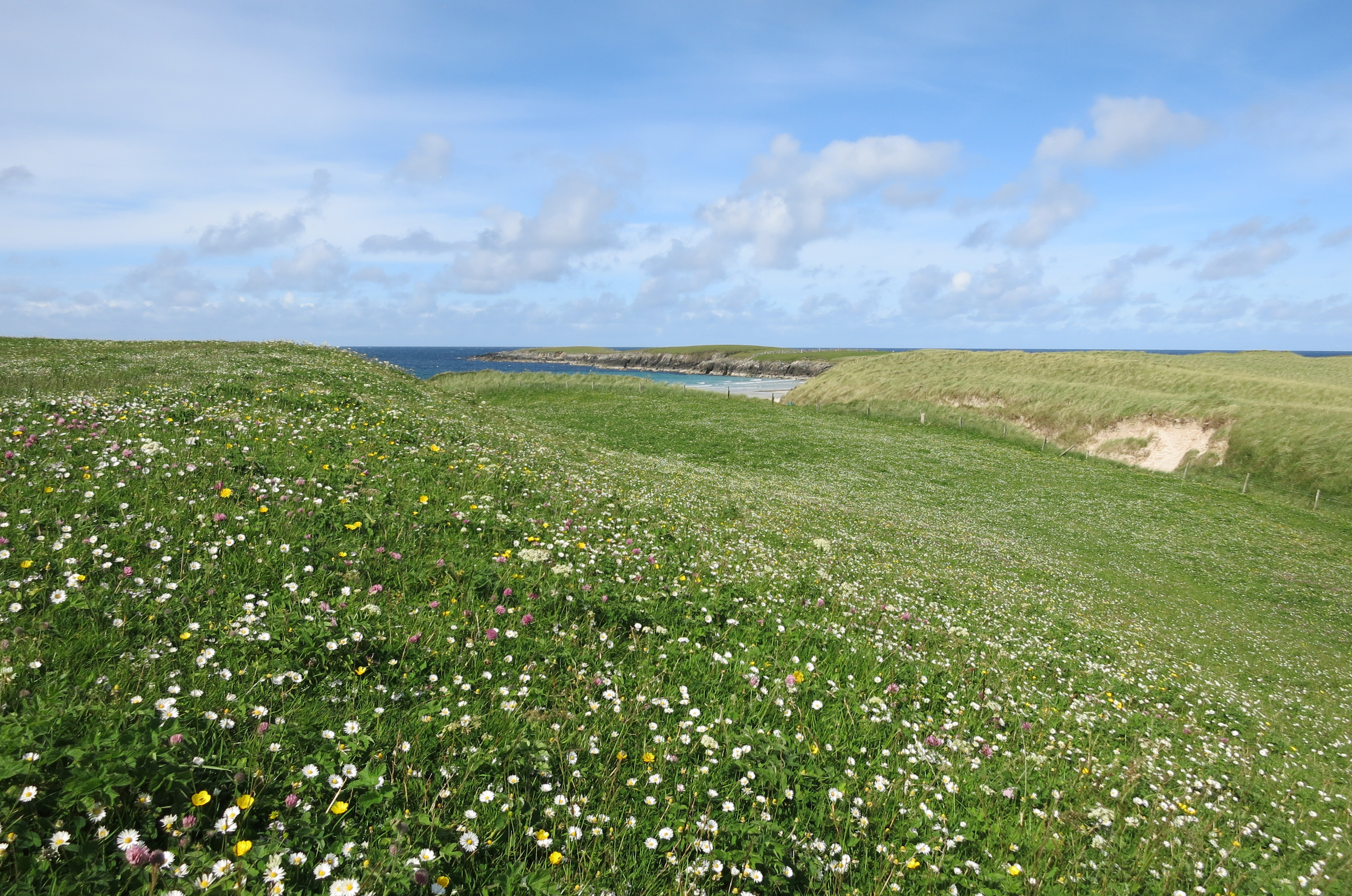
Blumenwiese in Breckon

Breckon ist eine Ortschaft, die im Norden der zu Schottland zählenden Shetlands liegt.

## Geographie
Breckon (auch Breakon oder Breckin) ist eine kleine Siedlung, die, leicht erhöht, am südöstlichen Ende der Meeresbucht Wick of Breckon im Bereich der nördlichen Küste der Insel Yell liegt. Im Süden geht Breckon über in die Ortschaft Midbrake. Überragt wird der Ort im Südwesten vom 70 Meter hohen Hill of Breckon. Nach Gloup sind es zwei Kilometer in westlicher Richtung. Im Osten von Breckon liegt der kleine See Kirk Loch.

## Historisches
Im Rahmen der historischen Gliederung Schottlands in Civil Parishes zählt Breckon zu Yell. Die Wassermühlen Sandwater Mills sind 1977 als Listed Building der Kategorie C unter Denkmalschutz gestellt worden. Die Ruine der mittelalterlichen St Olaf’s Church ist seit dem Jahr 1953 denkmalgeschützt.